# Список хвороб
|  | Службовий список статей, створений для координації робіт з розвитку теми. Це попередження не встановлюється на інформаційні списки і глосарії. |

На цій сторінці наведено алфавітний список найрозповсюдженіших захворювань.

## А
- авітаміноз
- алергія
- алкоголізм
- хвороба Альцгеймера
- ангіома
- аневризма
- анурія
- артроз
- артрит
- астигматизм ока
- астма
- атеросклероз
- аутизм
- афазія

## Б
- базедова хвороба
- біла гарячка
- бічний аміотрофічний склероз
- більмо
- біполярний афективний розлад
- ботулізм
- бронхіт
- бронхоспазм
- бруцельоз
- бері-бері

## В
- вади слуху
- пептична виразка
- натуральна віспа
- ВІЛ/СНІД
- вітиліго
- вітряна віспа

## Г
- гайморит
- геморой
- гемоторакс
- гемохроматоз
- гепатит
- гіпертензія легенева
- вроджений гіпотиреоз
- глаукома
- гонорея
- грип

## Д
- дальтонізм
- синдром Дауна
- дивертикульоз
- дискалькулія
- дислексія
- діабет
- діарея
- дифтерія

## Е
- екзема
- епідемічний паротит
- епілепсія
- енцефаліт

## З
- заїкання
- запалення легень
- застуда

## І
- інсульт
- інфаркт

## К
- катаракта
- кашлюк
- карієс
- кір
- коліт
- кон'юнктивіт
- короткозорість
- косоокість
- краніосиностоз
- краснуха
- кропив'янка

## Л
- лейкоз

## М
- малярія
- мастит
- мастопатія
- менінгіт
- міастенія
- мігрень
- міокарда інфаркт
- міксома
- муковісцидоз

## Н
- набряк легень
- наркоманія

## О
- орнітоз
- отит
- отруєння
- остеоартроз
- остеопороз
- остеохондроз

## П
- пахова грижа
- педикульоз
- періодонтит
- післяпологова депресія
- пневмонія
- подагра
- поліноз
- поліомієліт
- правець
- проказа
- пролежень
- променева хвороба
- псоріаз
- психопатія
- пухлина головного мозку

## Р
- рак
- радикуліт
- рахіт
- ревматизм
- хвороба Рейно

## С
- саркоїдоз
- саркома
- сибірка
- синусит
- сифіліс
- сказ
- скарлатина
- сколіоз
- СНІД

## Т
- тиф
- туберкульоз (сухоти)

## Ф
- фарингіт

## Х
- халазіон
- хламідіоз
- холера

## Ц
- целіакія
- цинга
- цистит

## Ч
- черевний тиф
- чума

## Ш
- шигельоз
- шизофренія

## Я
- ячмінь
- ящур